# Pseudopeziza geranii
Pseudopeziza geranii är en svampart som beskrevs av Rodway 1925. Pseudopeziza geranii ingår i släktet Pseudopeziza och familjen Dermateaceae.   Inga underarter finns listade i Catalogue of Life.